# Улица 8 Марта (Феодосия)
Улица 8 Марта — улица в исторической части Феодосии  в границах древней генуэзской крепости, проходит от улицы Айвазовского до улицы Циолковского.

## История

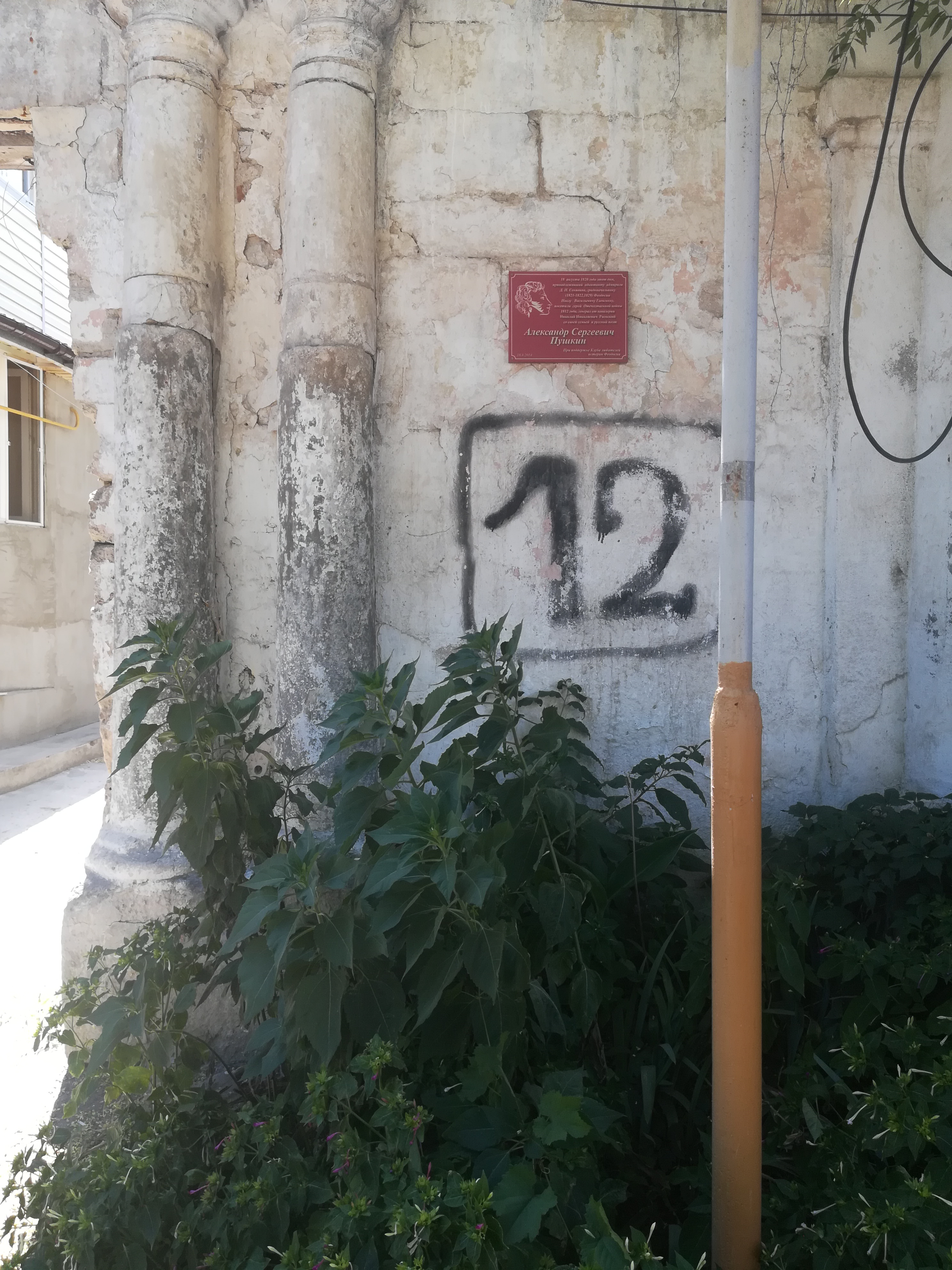
Дом улица 8 Марта, д. 12 с мемориальной доской

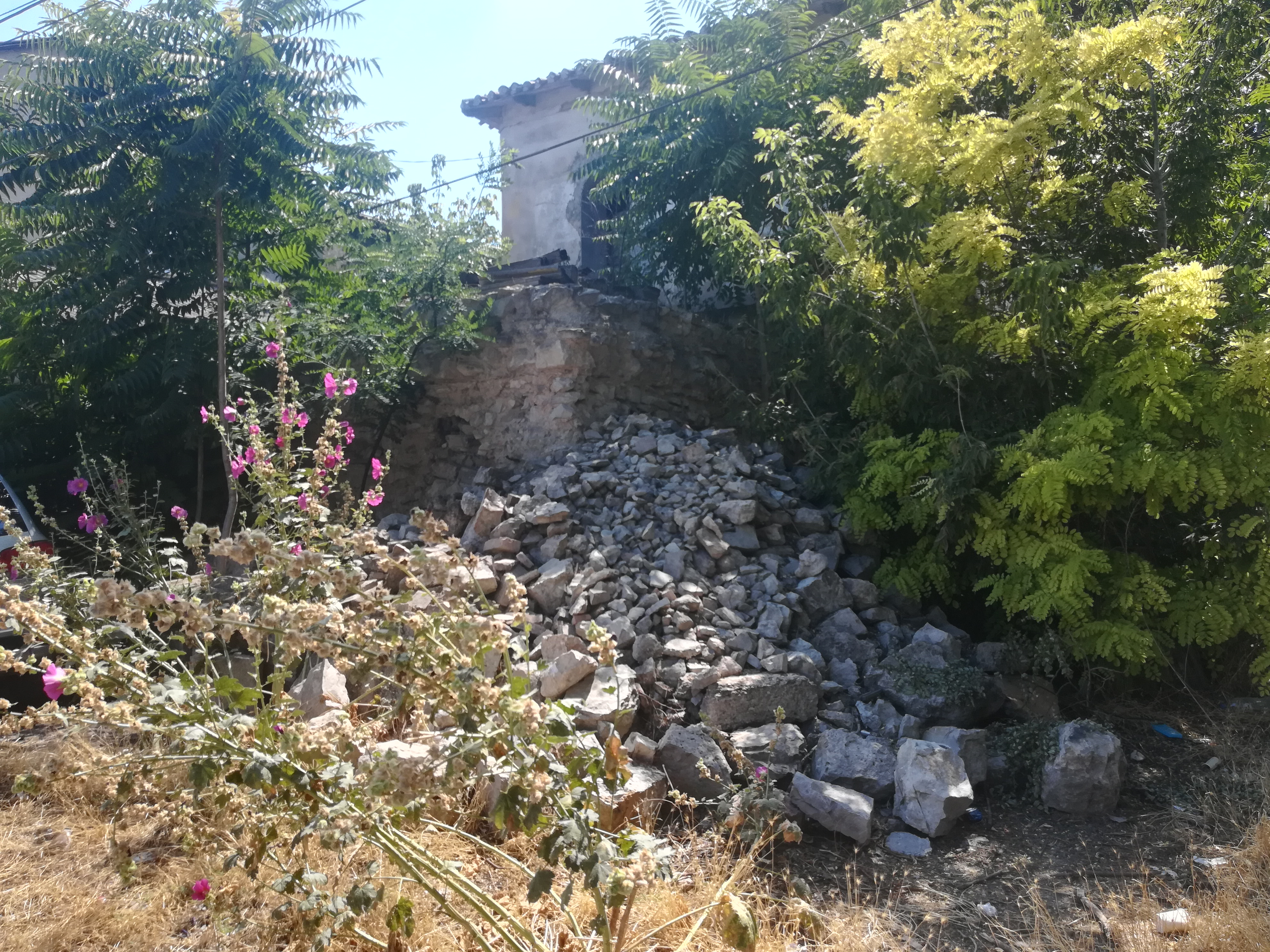
Руины фонтана Гаевского. Август 2020

Известна с конца XIX века. Первоначальное название — улица Гаевская, по имени местного домовладельца. Дом (современный адрес — улица 8 Марта, д. 12) П. В. Гаевского (1775—1853), директора таможни, градоначальника Феодосии в 1821—1822 и 1829 годах, в августе 1820 года посетил А. С. Пушкин, путешествовавший по Крыму вместе с семьей Раевских (на доме установлена мемориальная доска).
На улице располагалась земская больница
С установлением советской власти была переименована в Советскую, в 1925 году — в улицу 8 марта.

## Достопримечательности
На пересечении улицы с улицей Греческой находился фонтан Гаевского, несколько лет назад разрушенный в результате неумелой реконструкции.

## Известные жители
- Люба Самарина — комсомолка, участница феодосийского антифашистского подполья в годы Великой Отечественной войны[3].